# Остемир
Остемир (каз. Өстемір, до 1999 г. — Мирное) — село в Талгарском районе Алматинской области Казахстана. Входит в состав Нуринского сельского округа. Код КАТО — 196257400.

## Население
В 1999 году население села составляло 1448 человек (719 мужчин и 729 женщин). По данным переписи 2009 года, в селе проживали 1763 человека (857 мужчин и 906 женщин).